# Reductio ad Hitlerum

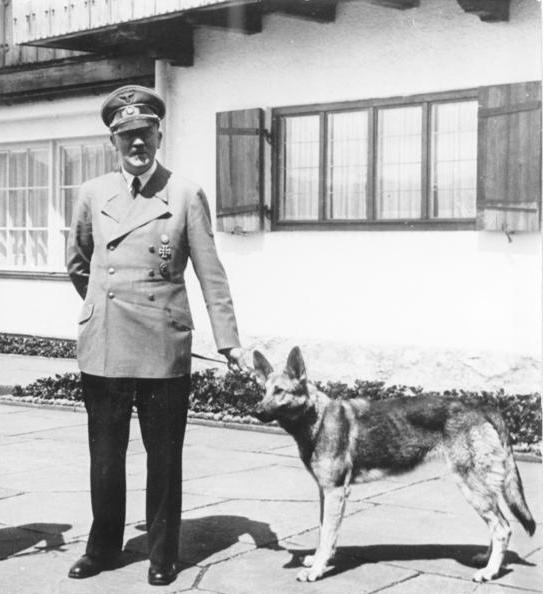
Un ejemplo del reductio ad Hitlerum podría ser: "Adolf Hitler era vegetariano, por lo tanto debemos comer animales".

La expresión reductio ad Hitlerum (reducción a Hitler), argumentum ad Hitlerum o argumentum ad nazium es una falacia del tipo ad hominem creada originalmente por el filósofo político judío alemán Leo Strauss (1899-1973), profesor de la Universidad de Chicago, en donde un punto de vista queda refutado por ser casualmente compartido por Adolf Hitler. Fue planteada en 1951 en un artículo de Measure: A Critical Journal. Es una combinación de varias falacias: la típica falacia de asociación y argumento ad nauseam al suponer que no es necesario mayor debate tras la acusación.
Reductio ad Hitlerum es una falacia en la forma: «Adolf Hitler apoyaba X, por lo tanto X debe ser malo».

## Ejemplos dereductio ad Hitlerum
- En un episodio de la serie de televisión estadounidense Daria, dos personajes listan los horrores de comer chocolate, diciendo estos argumentos consecutivamente: «Es malo», «pudre los dientes», «te pone nervioso», «Hitler comía chocolate».
- Ante las críticas de José Antonio Molina (director de la Orquesta Sinfónica Nacional de República Dominicana) en contra del reguetón ―en las que afirmaba que «esas letras que incentivan la violencia son un veneno»―, el cantante de dicho género Daddy Yankee respondió «si la música urbana es un veneno para la sociedad, la música clásica entonces es peor, partiendo de que la música que prefería Adolfo Hitler era la clásica».[3][4]
- En una columna de opinión sobre el caso de una comunidad judía expulsada de San Juan La Laguna, municipio de Guatemala, Estuardo Zapeta comparó a la comunidad indígena con Hitler, diciendo que seguramente algún «socialista» como Hitler estaría detrás de la expulsión de los judíos.[5]
- En su libro Política para Amador, Fernando Savater argumenta: «[decir que] los derechos humanos no son más importantes que los derechos animales o los derechos vegetales [...] me parece [una actitud] disparatada en el mejor de los casos y en el peor sospechosa: ¿sabías que muchos representantes de la llamada ecología profunda mantienen vínculos con grupos neonazis o ultraderechistas? Después de todo conviene no olvidar que las primeras leyes de protección de los animales y de la madre Tierra las promulgó durante los años treinta un célebre vegetariano enemigo del tabaco llamado... Adolf Hitler».

## España
En España, y en varios medios de comunicación, se ha comenzado a emplear la expresión Reductio ad Francum con la misma intencionalidad y haciendo referencia al dictador español Francisco Franco.